# Contact
Contact (bra: Contato; prt: Contacto) é um filme norte-americano de 1997 dos gêneros drama e ficção científica, dirigido por Robert Zemeckis com roteiro de James V. Hart e Michael Goldenberg baseado no romance homônimo de Carl Sagan.
Jodie Foster interpreta a protagonista do filme, a dra. Eleanor "Ellie" Arroway, cientista da SETI que encontra fortes evidências da existência de vida extraterrestre e é escolhida para realizar o primeiro contato. O filme também é estrelado por Matthew McConaughey, James Woods, Tom Skerritt, William Fichtner, John Hurt, David Morse e Angela Bassett.
Sagan e Druyan começaram a trabalhar no filme em 1989. Juntos eles escreveram um tratamento de mais de 100 páginas e o venderam para a Warner Bros. realizar Contact, com Peter Guber e Lynda Obst sendo os produtores. Quando a produção entrou em um "inferno de produção", Sagan publicou Contact como livro em 1985, e a adaptação cinematográfica foi rejuvenescida em 1989. Roland Joffé e George Miller planejavam dirigir o filme, porém Joffé saiu do projeto em 1993, e Miller foi demitido pela Warner em 1995. Zemeckis acabou sendo contratado para dirigir, e as filmagens de Contact ocorreram entre setembro de 1996 e fevereiro de 1997. A maioria dos efeitos especiais foi criada pela Sony Pictures Imageworks.
Contact foi lançado em 11 de julho de 1997, recebendo resenhas mistas. O filme arrecadou pouco mais de US$ 171 milhões na bilheteria mundial, tendo vencido o Hugo Award de Melhor Apresentação Dramática e recebido múltiplos prêmios e indicações no Saturn Awards. O lançamento de Contact foi marcado por críticas vindas da administração Clinton e da CNN, como também por controvérsias, ligadas a processos individuais movidos por Miller e Francis Ford Coppola.

## História
O filme conta a história de uma cientista do SETI e de sua incessante busca por contato com alguma civilização extraterrestre. Eleanor Arroway (Ellie) é uma radioastrônoma que consegue, depois de muita dedicação pessoal e anos de luta, descobrir um sinal extraterrestre transmitido a partir da estrela Vega. Este sinal contém um conjunto de informações entre as quais se destacam a primeira grande transmissão televisiva realizada na Terra (dos Jogos Olímpicos de Berlim, na qual Hitler aparece) assim como instruções para construção de uma máquina de transporte espacial. Depois de alguns anos, a máquina é construída e Ellie, apesar de todo o mérito que possa ter pela descoberta, deve lutar contra mais adversidades para que possa ser escolhida para realizar a viagem. O filme mostra em muitos momentos as divergências de pensamentos existentes entre a religião e a ciência e como elas influem na vida de Ellie e no processo de construção da máquina. No final do filme, Ellie tem ainda que provar perante todos que realmente realizou a viagem. A adaptação do livro foi relativamente fiel, no entanto os finais são relativamente diferentes.
Ellie, a primeira tripulante da máquina, nunca pode comprovar que realizou tal viagem, que para ela durou cerca de 18 horas, mas para quem estava do lado de fora, menos de cinco segundos. No entanto, a prova científica concreta que permite afirmar que a sua viagem realmente aconteceu é fornecida no último minuto do filme.

## Elenco
- Jodie Foster....... Eleanor Arroway
- Jena Malone....... Eleanor jovem
- David Morse....... Ted Arroway
- James Woods....... Michael Kitz
- John Hurt............. S.R. Hadden
- Geoffrey Blake....... Fisher
- William Fichtner....... Kent
- Tom Skerritt....... David Drumlin
- Matthew McConaughey...... Palmer Joss